# 東光寺 (葛飾区)
東光寺（とうこうじ）は、東京都葛飾区にある真言宗豊山派の寺院。新四国四箇領八十八箇所霊場第19番札所。

## 概要
1596年（慶長元年）、海秀によって開山された。
境内には、安政江戸地震で破壊された石仏を再建した石造地蔵像がある。

## 交通アクセス
- 新小岩駅より徒歩17分（経路案内）。